# 냉정 분기점

냉정JC과 그 접속 고속도로 및 주변 IC, 오픈스트리트맵

냉정 분기점(Naengjeong JC)은 경상남도 김해시 부곡동에 있는, 남해고속도로와 남해고속도로제2지선이 만나는 분기점이자 남해고속도로제2지선의 기점이다.

## 연혁
- 1981년 9월 4일 : 부산마산고속도로 개통과 함께 영업 개시[1]
- 2008년 7월 16일 : 냉정 ~ 부산 구간 확장 공사로 김해시 도시계획시설 교통광장에 주촌면 양동리 일대를 냉정 분기점으로 고시[2]

## 구조물 정보
- 위치: 경상남도 김해시 부곡동

## 접속하는 노선

### 순천・부산방면
- 남해고속도로 (36번)

### 사상방면
- 남해고속도로제2지선 (1번)